# Anfiteatro Quinta Vergara
Anfiteatro Quinta Vergara är en amfiteater i Chile.   Den ligger i provinsen Provincia de Valparaíso och regionen Región de Valparaíso, i den södra delen av landet, 100 km nordväst om huvudstaden Santiago de Chile. Anfiteatro Quinta Vergara ligger 46 meter över havet.
Terrängen runt Anfiteatro Quinta Vergara är lite kuperad. Havet är nära Anfiteatro Quinta Vergara åt nordväst. Runt Anfiteatro Quinta Vergara är det mycket tätbefolkat, med 1 135 invånare per kvadratkilometer.. Närmaste större samhälle är Viña del Mar, 0,57 km norr om Anfiteatro Quinta Vergara. 
Runt Anfiteatro Quinta Vergara är det i huvudsak tätbebyggt.